# Gianluca Nannelli
Gianluca Nannelli (Florence, 22 augustus 1973) is een Italiaans motorcoureur.

## Carrière
Nannelli begon zijn professionele motorsportcarrière op achttienjarige leeftijd in het motorcross, voordat hij in 1995 overstapte naar het wegrace. Hierin reed hij in diverse 125 cc-klassen op een Cagiva. In 2001 maakte hij zijn internationale debuut in de Supersport-klasse van het Europees kampioenschap wegrace, waarin hij voor Ducati vijfde werd. Ook werd hij vierde in de Supersport-klasse van het Italiaans kampioenschap wegrace. In 2002 werd hij negende in deze klasse. Ook debuteerde hij in 2002 in het wereldkampioenschap Supersport op een Ducati. Hij kwam vier keer tot scoren, met twee twaalfde plaatsen in Valencia en Monza als beste klasseringen. Met 12 punten eindigde hij op plaats 22 in het klassement.
In 2003 won Nannelli de titel in het Italiaans kampioenschap Supersport op een Yamaha met een overwinning en 74 punten. Dat jaar reed hij ook voor Yamaha in het WK Supersport, waarin een zesde plaats in Imola zijn beste resultaat was. Met 31 punten verbeterde hij zichzelf naar de vijftiende plaats in de eindstand. In 2004 maakte hij de overstap naar het wereldkampioenschap superbike, waarin hij op een Ducati reed. Hij viel in meer dan de helft van de races uit, maar in de resterende races kwam hij iedere keer tot scoren, met een vierde plaats in Imola als hoogtepunt. Met 72 punten werd hij veertiende in het klassement. Ook reed hij in de race op het Autodromo Enzo e Dino Ferrari van het Italiaans kampioenschap superbike, waarin hij tweede werd.
In 2005 keerde Nannelli terug naar het WK Supersport, waarin hij wel op een Ducati bleef rijden. Hij behaalde twee podiumplaatsen in Monza en Brno, voordat hij in de voorlaatste race op Imola zijn eerste zege behaalde. Met 88 punten werd hij achtste in het kampioenschap. Ook keerde hij terug in het WK superbike in de races op Monza als vervanger van de geblesseerde Lorenzo Lanzi, waarin hij negende en tiende werd. In 2006 begon hij het seizoen in het WK Supersport op een Yamaha, maar na twee races verliet hij de klasse om terug te keren in het WK superbike op een Honda als vervanger van de geblesseerde Pierfrancesco Chili. In de vier weekenden waar hij aan deelnam, scoorde hij enkel een punt met een vijftiende plaats op Silverstone. Hierna keerde hij terug in het WK Supersport om op een Ducati in de laatste vijf races te rijden; hierin was een vierde plaats in de seizoensfinale op Magny-Cours zijn beste klassering. Met 43 punten werd hij twaalfde in de eindstand.
In 2007 reed Nannelli weer een volledig seizoen in het WK Supersport voor Ducati. Hij behaalde een podiumplaats in Valencia en hij werd met 49 punten dertiende in het kampioenschap. In 2008 stapte hij over naar een Honda, waar een vijfde plaats in Valencia zijn beste resultaat was. Met 70 punten werd hij tiende in de eindstand. In 2009 reed hij zijn laatste seizoen in de klasse op een Triumph. Een achtste plaats op Donington was zijn beste resultaat, maar hij maakte het seizoen niet af en werd in de laatste drie races vervangen door Chaz Davies. Met 31 punten werd hij zestiende in het klassement.
In 2010 stapte Nannelli over naar het Spaanse Moto2-kampioenschap op een Honda, waarin een zesde plaats op het Circuito Permanente de Jerez zijn beste resultaat was. Met 35 punten werd hij tiende in de klasse. Ook nam hij deel aan de seizoensfinale van het Italiaans kampioenschap superbike op het Circuit Mugello op een Ducati en eindigde hierin als vijfde. In 2011 reed hij een volledig seizoen in deze klasse op een BMW in de eerste twee races, voordat hij terugkeerde naar een Ducati. Dat jaar was een vijfde plaats op het Autodromo Vallelunga zijn beste resultaat, waardoor hij met 33 punten twaalfde werd in de eindstand. In 2012 behaalde hij voor Ducati twee podiumplaatsen, waaronder een zege op Imola. Hierdoor werd hij met 82 punten vijfde in het klassement. Na dit seizoen stopte hij als motorcoureur en richtte hij een raceschool op, waarmee hij jonge motorcoureurs opleidt tot professionals.